# 达策塔尔
达策塔尔（德語：Datzetal）是德国梅克伦堡-前波美拉尼亚州的市镇，隶属于梅克伦堡湖区县。总面积为41.06平方千米，截至2023年12月31日总人口为885人。